# Wishing Well (Free-Lied)
Wishing Well ist ein Lied der britischen Rockband Free aus dem Jahr 1972.

## Entstehung und Veröffentlichung
Das Lied wurde von den Free-Mitgliedern John Bundrick, Simon Kirke, Paul Kossoff, Paul Rodgers und Tetsu Yamauchi geschrieben. Die Band war mit Andy Johns auch für die Produktion verantwortlich.
Die Erstveröffentlichung von Wishing Well erfolgte als Single am 8. Dezember 1972 bei Island Records. Diese erschien als 7″-Single mit der B-Seite Let Me Show You. Im gleichen Jahr erschien auch eine EP, die neben Wishing Well die Titel A Little Bit Of Love, Let Me Show You und Sail On enthält. Am 15. Januar 1973 erschien das Lied als Teil des sechsten Free Studioalbums Heartbreaker.

## Rezeption

### Rezensionen
Matthew Greenwald von AllMusic sagte: "Textlich kann der Song auf viele Arten interpretiert werden, aber oberflächlich betrachtet scheint es eine wütende Botschaft an einen Freund mit schweren Drogenproblemen zu sein, der mit einem Fuß im "Wunschbrunnen" steht, was möglicherweise eine Analogie für "einen Fuß im Grab" ist. Neben All Right Now ist dies in der Tat der wichtigste – und vielleicht beste – Moment der Band."
Record World nannte es eine "Hard-Rock-Nummer, die sie zurück in die Hitparade bringen könnte".

### Charts und Chartplatzierungen
| ChartsChartplatzierungen     | Höchstplatzierung | Wochen |
| ---------------------------- | ----------------- | ------ |
| Deutschland (GfK)            | 47 (1 Wo.)        | 1      |
| Vereinigtes Königreich (OCC) | 7 (10 Wo.)        | 10     |